# Problema di Fermi
In matematica applicata, in particolare nella didattica, una stima di Fermi, domanda di Fermi o problema di Fermi è un problema di stima progettato per insegnare l'approssimazione, l'importanza di identificare chiaramente le assunzioni fatte, e talvolta persino l'analisi dimensionale. Prende il suo nome dal fisico del XX secolo Enrico Fermi. Tali problemi consistono solitamente nel fare ipotesi motivate sulle quantità che sembrano impossibili da calcolare, date le limitate informazioni disponibili.
Fermi era conosciuto per la sua abilità nel fare buoni calcoli approssimati con pochi o nessun dato effettivo, per questo ha dato il nome al problema. Un esempio ben documentato è la sua stima della potenza della bomba atomica esplosa nel Trinity test, basandosi sulla distanza che percorsero dei pezzi di carta che fece cadere dalla sua mano durante l'esplosione.

## Esempio di problema di Fermi
Il problema classico di Fermi, generalmente attribuito a Fermi stesso, è «Quanti accordatori di pianoforte ci sono a Chicago?». Una soluzione tipica a questo problema consisterebbe nel moltiplicare assieme una serie di stime che porterebbero alla risposta corretta se le stime fossero giuste. Per esempio potremmo fare le seguenti ipotesi:
1. Ci sono circa 5.000.000 di persone che vivono a Chicago.
2. In media, ci sono due persone in ogni casa di Chicago.
3. Approssimativamente una casa su venti ha un pianoforte che è accordato regolarmente.
4. I pianoforti che sono accordati regolarmente vengono accordati circa una volta all'anno.
5. Ci vogliono circa due ore a un accordatore per accordare un piano, includendo il tempo di viaggio.
6. Ogni accordatore di pianoforti lavora otto ore al giorno, cinque giorni a settimana e 50 settimane l'anno.

Da queste ipotesi possiamo calcolare che il numero di accordature in un singolo anno a Chicago è:
(5.000.000 di persone a Chicago) / (2 persone/casa) × (1 piano/20 case) × (1 accordatura pianoforte all'anno) = 125.000 accordature di pianoforte all'anno a Chicago.
Possiamo similmente calcolare che le accordature medie sono:
(50 settimane/anno) × (5 giorni/settimana) × (8 ore/giorno) × (1 accordatura di 2 ore per accordatore di pianoforti) = 1.000 accordature di pianoforti per anno per accordatore.
Dividendo si ottiene:
(125.000 accordature di pianoforte all'anno a Chicago) / (1.000 accordature di pianoforte all'anno per accordatore) = 125 accordatori di pianoforte a Chicago.
Un esempio famoso di stima, simile in qualche aspetto ai problemi di Fermi, è l'equazione di Drake, che cerca di stimare il numero di civiltà intelligenti nella galassia. La domanda di base del perché, se c'è un numero significativo di tali civiltà, la nostra non ne ha mai incontrata una viene chiamata paradosso di Fermi.

## Vantaggi e svantaggi
Gli scienziati cercano spesso le stime di Fermi della risposta a un problema prima di arrivare a metodi più sofisticati per calcolare la risposta precisa. Questo fornisce un utile controllo sui risultati: dove la complessità di un calcolo preciso potrebbe oscurare un grosso errore, la semplicità dei calcoli di Fermi li rende meno suscettibili a tali errori. (Stimare prima di qualunque calcolo preciso è preferibile perché le stime intermedie potrebbero essere altrimenti deviate dalla conoscenza della risposta calcolata).
Le stime di Fermi sono anche utili nell'avvicinarsi a problemi dove la scelta del metodo ottimale di calcolo dipende dalla dimensione attesa della risposta. Per esempio una stima di Fermi potrebbe indicare se le tensioni interne di una struttura sono abbastanza basse da poter essere descritti con l'elasticità lineare.
I calcoli di Fermi spesso non sono molto accurati; in particolare ci potrebbero essere problemi con le assunzioni fatte. Ma questo tipo di analisi potrebbe dire cosa cercare per ottenere una risposta migliore: prendendo l'esempio sopra, potremmo cercare di trovare una stima migliore del numero di pianoforti accordati da un accordatore in una giornata tipica, o cercare il numero preciso degli abitanti di Chicago. Ci dà anche una stima approssimativa che potrebbe essere sufficiente per alcuni scopi: se vogliamo avviare un negozio a Chicago che vende attrezzatura per accordare pianoforti e calcoliamo che abbiamo bisogno di almeno 10.000 potenziali clienti per rimanere in affari, possiamo ragionevolmente assumere che la stima sopra citata sia troppo inferiore a 10.000 e che si può pensare a un altro tipo di attività (e, con un poco più di lavoro, potremmo stimare un limite superiore per il numero di accordatori di pianoforte considerando i valori ragionevolmente più grandi che potrebbero apparire in ognuna delle assunzioni fatte).